# 第88独立海兵大隊 (ウクライナ海兵隊)
第88独立海兵大隊（だい88どくりつかいへいだいたい、ウクライナ語: 88-й окремий батальйон морської піхоти）は、ウクライナ海兵隊の大隊。第35独立海兵旅団隷下。

## 概要

### ウクライナ陸軍
2010年10月1日、ウクライナ陸軍第12独立機械化旅団としてオデッサ州で創設された。旅団司令部、兵站中隊が新編され、駐屯地、兵舎の改修工事も行われたが、資金難で編成中に頓挫した。
2012年12月、第79独立空中機動旅団隷下に配属され、部隊縮小に伴い、第88独立空中機動大隊に改編された。

### ドンバス戦争
2014年5月からドンバス戦争で東部ドネツィク州に配備された。

### ウクライナ空中機動軍

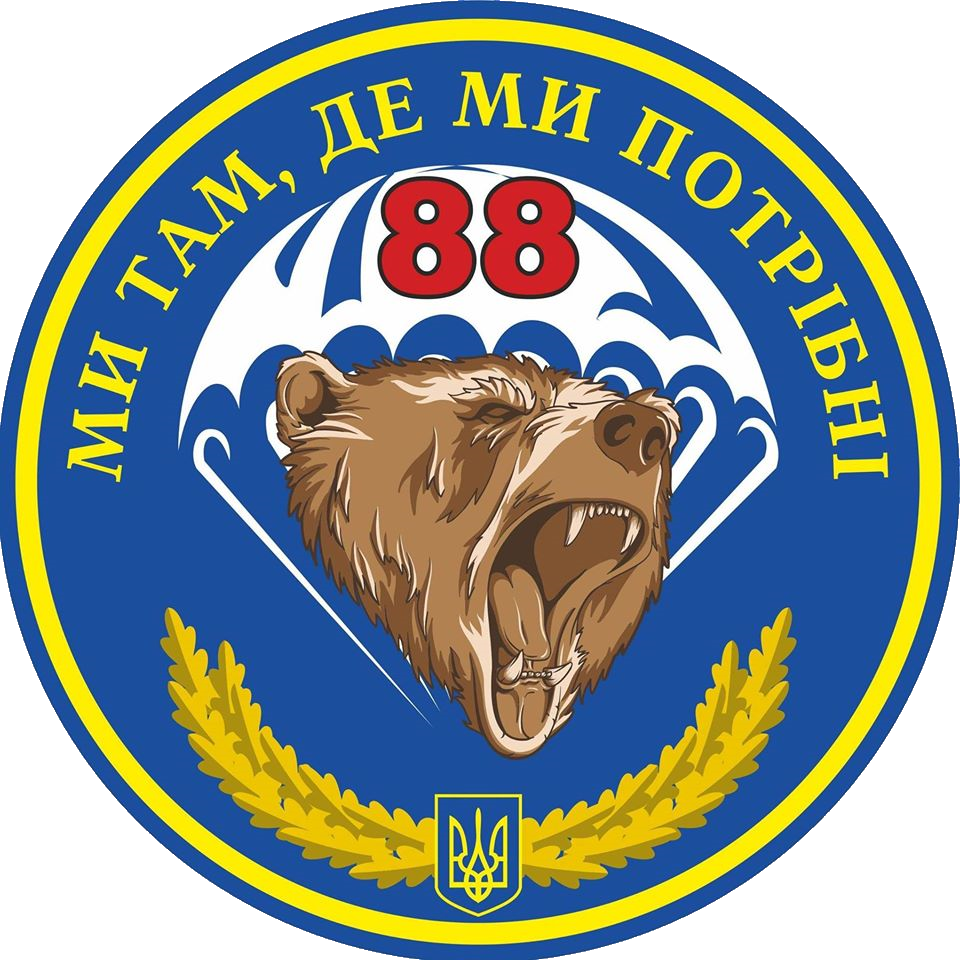
第88独立空中強襲大隊章

2016年、ウクライナ空中機動軍に編入し、第88独立空中強襲大隊に改称した。
2016年10月、新編の第45独立空中強襲旅団隷下に転属した。
2017年8月24日、ペトロ・ポロシェンコ大統領より、軍旗を授与された。
2019年12月、ウクライナ海軍歩兵の最優秀部隊に選出された。

### ウクライナ海軍

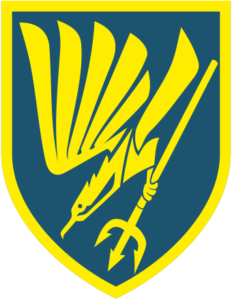
ウクライナ海軍第88独立海軍歩兵大隊章

2018年5月24日、ウクライナ海軍に編入し、新編の第35独立海軍歩兵旅団隷下に配属され、第88独立海軍歩兵大隊に改編された。

### ロシアのウクライナ侵攻

#### 南部・オデッサ戦線
2022年2月24日、ロシアのウクライナ侵攻で南部オデッサ州に配備され、ズミイヌイ島方面、オデッサ沿岸を防御し、同月にロシア軍を撃退してオデッサ上陸を阻止した。

#### 南部・ヘルソン戦線
2022年10月、南部ヘルソン州に再配置され、ダヴィディウ・ブリド、ヘルソンを解放し、11月にロシア軍はドニエプル川西岸から撤退した。

#### 東部・アウディーイウカ戦線

第88独立海兵大隊旗

2022年11月、東部ドネツィク州ポクロウシク地区に再配置され、2023年5月までアウディーイウカ方面を防御した。
2023年5月23日、ウクライナ海軍からの独立で創設されたウクライナ海兵隊に編入した。

#### 東部・南ドネツク戦線
2023年6月、東部ドネツィク州ヴォルノヴァーハ地区に再配置され、ヴェリカ・ノヴォシルカ方面で攻勢を開始し、ストロジェベを解放した。
2023年7月2日、ウォロディミル・ゼレンスキー大統領より、「勇気と勇敢さに対する栄誉賞」を授与された。

## 編制
- 大隊本部（ボルフラード）
- 第1中隊
- 第2中隊
- 第3中隊
- 迫撃砲中隊
- 対戦車小隊
- 防空小隊
- 工兵小隊
- 偵察小隊
- 後方支援隊